# Rosa Estopà Bagot
Rosa Estopà Bagot (Santa Susanna, 26 de juliol de 1969) és una lingüista catalana. Ha centrat la seva recerca en el camp de la terminologia, la neologia i la lexicografia. Darrerament, ha estudiat la comunicació entre els professionals sanitaris i els pacients. Actualment és professora titular a la Universitat Pompeu Fabra.

## Trajectòria acadèmica
Rosa Estopà és llicenciada en Filologia Catalana per la Universitat de Barcelona (1992). Va cursar un Màster en Patologia del Llenguatge i Ciències de l'Audició a la Universitat Autònoma de Barcelona (1993) i és doctora en Lingüística per la Universitat Pompeu Fabra (1999) sota la direcció de Maria Teresa Cabré.
Actualment, és professora titular de la Universitat Pompeu Fabra, al Departament de Traducció i Ciències del Llenguatge, des del 2009, on imparteix docència des del 1994. És investigadora al grup de recerca IULATERM, de Lèxic i Tecnologia, consolidat en el Pla de Recerca de Catalunya, i adscrit a l'Institut de Lingüística Aplicada (IULA) i professora de temes relacionats amb el llenguatge, com ara: terminlogia, lèxic, neologia, lingüística aplicada, llengua catalana i comunicació mèdica. Imparteix docència des del 1994. Membre de l'Observatori de Neologia de l'IULA on coordina la xarxa NEOROC i del projecte Martes Neológico. També és la coordinadora del Màster en línia de Terminologia de la UPF.
La seva àrea d'expertesa és el lèxic, en concret, la neologia lèxica i la neologia especialitzada, la terminologia mèdica, la comunicació en salut i la transferència del coneixement especialitzat a la societat i a l'escola. Ha participat en estudis que relacionen la lingüística i la salut, i que tenen l'objectiu d'establir una millor comunicació entre el personal mèdic i els pacients, també si aquests pacients són infants. Al projecte JUNTS (RecerCaixa 2015), on participaven la UPF, la Universitat Oberta de Catalunya (UOC) i l'Hospital de la Vall d'Hebron, s'analitzaven els problemes amb què es troben els pacients a l'hora d'entendre els seus informes mèdics i, en general, els professionals de la salut. Es buscaven els elements del llenguatge mèdic que el fan difícil d'entendre pel públic en general. L'estudi es va centrar sobretot en malalties rares pediàtriques. El projecte va mostrar quins eren els principals elements lingüístics i extralingüístics que obstaculitzen la comunicació entre el professional de la salut i, el pacient i la seva família. Del projecte en va sortir diverses publicacions destinades als professionals de la salut i als especialistes en llenguatge i comunicació, i una aplicació mòbil (COMjunts) per guiar a les famílies de nens i nenes amb malalties minoritàries en la comunicació amb els professionals de la salut. També en va sortir el projecte Paraules a les sales d'espera de pediatria. Del projecte en va sortir una aplicació mòbil (COMjunts) per millorar la comunicació entre les famílies de nens i nenes amb malalties minoritàries i els professionals de la salut.
Al 2020 va formar part de l'exposició "Científiques Catalanes 2.0" organitzada pel Grup de Perspectiva de Gènere de l'Associació Catalana de Comunicació Científica (ACCC), juntament amb vint-i-tres altres científiques catalanes.

## Publicacions
És autora d'una col·lecció de diccionaris infantils de ciència, on les il·lustracions són fetes per escolars de primària i les definicions elaborades per lingüistes parteixen d'explicacions de nens i nenes. Alguns dels títols són Petit imaginari de ciència (2012), Petit diccionari de ciència (2012), traduït al castellà Mi primer diccionario de ciencia (2013) i a l'anglès My first Dictionary of Science (2013), i també editat en línia amb el TERMCAT, Centre de Terminologia (2017), i Primer diccionari de medicina il·lustrat (2018), traduït al castellà Primer diccionari de medicina ilustrado"(2019). Aquests llibres, destinats a un públic infantil, van sorgir com a resultat del projecte de recerca "Jugant a definir la ciència".
El Primer diccionari de medicina il·lustrat"(2018), editat en col·laboració amb el Col·legi Oficial de Metges de Girona (COMG), es va repartir per les escoles gironines i pels centres sanitaris (hospitals, clíniques, centres d'atenció primària) de la demarcació de Girona, en format vídeo, durant el 2019. El llibre és el primer diccionari de medicina adreçat als nens i nenes d'entre 6 i 12 anys, en català, i il·lustrat per escolars de primària d'escoles catalanes.
En el llibre Comunicació, llenguatge i salut. Estratègies lingüístiques per millorar la comunicació amb el pacient (2019), analitza i intenta cercar solucions a les barreres comunicatives entre els professionals de la salut i els pacients i els seus familiars. També és coautora del llibre Los informes médicos: estrategias lingüísticas para favorecer su comprensión (2020). El llibre presenta els resultats de l'anàlisi lingüística d'informes mèdics amb l'objectiu de trobar-ne els factors pels quals són difícils de comprendre, també adaptat al català (L’informe mèdic: com millorar-ne la redacció per facilitar-ne la comprensió) amb exercicis destinats als estinats als professionals de la salut.

## Premis i reconeixements
- Premi a la millor App per a pacients dels eHealth Awards 2018 per COMjunts, l'App que guia la comunicació mèdica, per l’Asociación de investigadores en eSalud AIES i l'Agencia de Comunicación COMSALUD. Madrid, novembre de 2018.[19][20]
- Primer Premi al Concurs de Projectes a la Responsabilitat Social Universitària per "Paraules a les sales d’espera de pediatria", Consell Social de la Universitat Pompeu Fabra, juliol de 2019.[21]
- Finalista a la millor iniciativa als Premis MEDES 2019 Premio a la Mejor INICIATIVA en el fomento del uso del idioma español en la divulgación del conocimiento biomédico)de la Fundación Lilly, amb el Projecte Jugando a definir la ciencia: diccionarios, juegos, apps y vídeos, desembre de 2019.[22]